# Hanne Hukkelberg

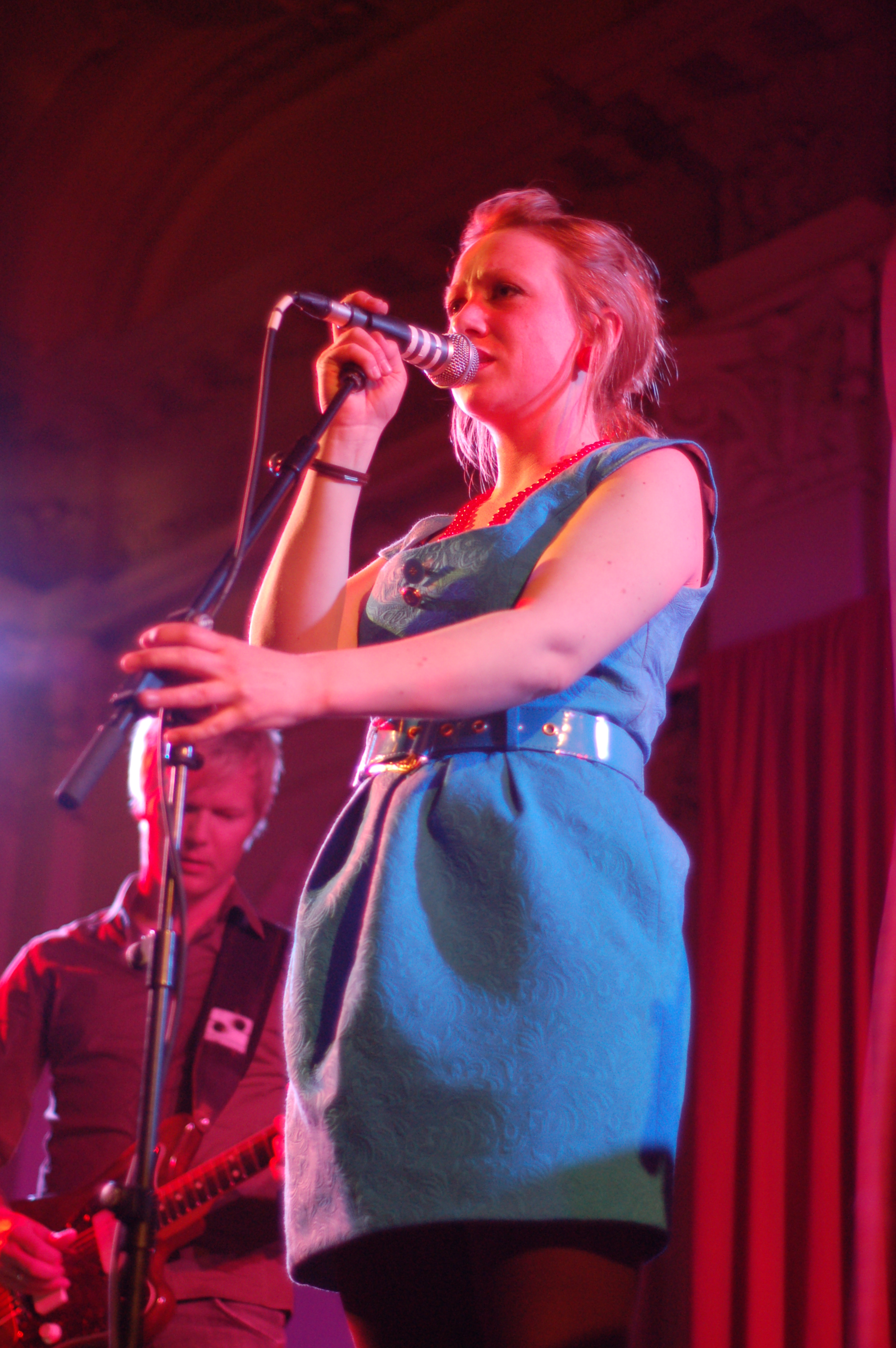
Hanne Hukkelberg

Hanne Hukkelberg (*  April 1979 in Kongsberg, Norwegen) ist eine norwegische Komponistin, Sängerin und Multi-Instrumentalistin im Jazz-, Elektrofolk-, Indierock- und Experimentalmusik-Bereich.

## Leben
Während ihrer Jugend und des Jazz-Musik-Studiums war Hanne Hukkelberg Sängerin in elf Band-Formationen, die von Jazz, Free Jazz, Folk bis zu Rockmusik, Heavy Metal reichten (unter anderem Funeral). In Norwegen existiert neben dem Studium der klassischen Musik auch das Jazzstudium. Für letzteres entschied sie sich. Ihre Instrumente sind neben der Stimme, das Klavier, das Schlagzeug und die Gitarre. Nach ihrem Magister-Abschluss an der Nationalakademie Norwegian Academy of Music in Oslo unterrichtet sie und ist weiterhin mit vielen Projekten musikalisch aktiv.
Hukkelberg hat angefangen, Musik für Theater und für Filmproduktionen zu komponieren.
Für ihr erstes Solo-Album Little Things, das in originalsprachlicher norwegischer Version im März 2004 herauskam, sammelte sie zwei Jahre lang Stadt- und Natur-Geräusche. Diese baute sie in ihre Kompositionen ein, die sie mit befreundeten Musikern und normalen Instrumenten im Propeller-Studio in Oslo aufnahm. Das Album fand vor allem im englischsprachigen Raum viel Lob.
Im Jahr 2006 ermöglichte ein Stipendium ihr einen halbjährigen Aufenthalt im Berliner Kunstszene-Viertel Prenzlauer Berg. Dort sammelte und formte sie das Song- und Musik-Material für ihr im September 2006 erschienenes zweites Solo-Werk. Es ist benannt nach ihrer vermeintlichen damaligen Adresse in Berlin, Rykestr. 68. Das Album brachte ihr in Oslo Ruhm und die norwegische Grammy-Auszeichnung Spellemannprisen 2006. Die Single-Auskopplung A Cheater’s Armoury ist seitdem von einem Trickfilmer in skurriler Weise verfilmt worden und auf YouTube verfügbar.
Im April 2007 ging Hanne Hukkelberg mit vier befreundeten Begleitmusikern auf Europa-Tournee durch Deutschland, Italien, Frankreich und die Beneluxstaaten. Die Besetzung umfasste Schlagzeug, Bass, Keyboards, Akkordeon, E-Gitarre und diverse spezielle Klang-Werkzeuge.

## Musik und Text
Während der Guardian-Rezensent über das Album Rykestr. 68 von „unclassifiable“ redet, nennt es der TAZ-Schreiber elegant zusammenziehend eine „Folkindietronik“-Platte, „Laptop-Pop mit Jazz-Einsprengseln, viel Elektronischem und einigem Folk“. Die Pixies-Coverversion Break My Body (der einzige Cover auf der Scheibe), wird von den Rezensenten einhellig als alles Bekannte übertrumpfend hervorgehoben.

Die Musik – entspannte, abwechslungsreiche Songs zu dunkel-melancholischen Texten – ist melodiös, voller Anspielungen und Bilder. 

„Wenn ich Musik mache, habe ich Bilder im Kopf. Die Bilder, die aus der Musik aufsteigen, gehören dazu. Ich spinne daraus Geschichten.“

## Diskografie
- Cast Anchor, EP, norwegische Version November 2003, englischsprachige Version Mai 2005
- Little Things, Album, norwegische Version März 2004, englischsprachige Version Juni 2005 Propeller Recordings
- Rykestr. 68, Album, norwegische Version September 2006, englischsprachige Version März 2007
- Blood From A Stone, Album, April 2009
- Featherbrain, Album, Februar 2012
- Trust, Album, 20. Oktober 2017
- Birthmark, Album, 16. August 2019

## Auszeichnungen
- Top Ten des Jahres 2005 der britischen Sunday Times für Little Things
- Norwegian Grammy Award Spellemannprisen 2006 für das Album Rykestrasse 68
- Radka Toneff Minnepris 2013[8]